# William Larned
William Larned (Summit, 30 dicembre 1872 – Manhattan, 16 dicembre 1926) è stato un tennista statunitense.
Con le sette vittorie degli US open è il primo per numero di trofei vinti, assieme a Richard Sears e a Bill Tilden.

## Biografia
Larned crebbe a Summit (New Jersey), nella tenuta del padre, il facoltoso avvocato William Zebedee Larned che discendeva da una famiglia risalente ad un periodo subito successivo allo sbarco sul territorio nordamericano dei padri pellegrini della Mayflower.
Nel 1890 Larned cominciò a studiare ingegneria meccanica alla Cornell University diventando famoso per diventare il primo studente dell'università a vincere il campionato intercollegiale.
A testimoniare la sua versatilità capitanò anche la squadra di hockey di St. Nicholas nel 1896-97, oltre a praticare equitazione, golf e tiro.
Viene ricordato come uno dei tre grandi degli U.S. National Championships, torneo che riuscì ad aggiudicarsi sette volte, record che condivide con Richard Sears e Bill Tilden.
Nel 1898 Larned combatté nella Guerra ispano-americana militando nei "Rouch Riders" di Theodore Roosevelt. Durante i combattimenti a Cuba cominciò ad accusare sintomi di artrite reumatoide che dopo l'argento della Coppa Davis del 1911 lo costrinsero al ritiro. Nel 1922 inventò la racchetta con l'intelaiatura in acciaio e fondò anche un'azienda per produrla. Reso parzialmente paralizzato dalla meningite spinale, cadde in depressione e la sera del 15 dicembre 1926, mentre si trovava nelle stanze del Knickerbocker Club di Manhattan, si tolse la vita sparandosi alla testa con una calibro 45.
Nel 1956 è stato introdotto nella International Tennis Hall of Fame e la cittadina di Summit ha intestato una strada a lui e suo padre.

## Finali dei tornei dello slam

### Vittorie
| Anno | Torneo                 | Avversario in finale | Punteggio               |
| 1901 | U.S. Championships     | Beals Wright         | 6–2, 6–8, 6–4, 6–4      |
| 1902 | U.S. Championships (2) | Reginald Doherty     | 4–6, 6–2, 6–4, 8–6      |
| 1907 | U.S. Championships (3) | Robert LeRoy         | 6–2, 6–2, 6–4           |
| 1908 | U.S. Championships (4) | Beals Wright         | 6–1, 6–2, 8–6           |
| 1909 | U.S. Championships (5) | William Clothier     | 6–1, 6–2, 5–7, 1–6, 6–1 |
| 1910 | U.S. Championships (6) | Thomas Bundy         | 6–1, 5–7, 6–0, 6–8, 6–1 |
| 1911 | U.S. Championships (7) | Maurice McLoughlin   | 6–4, 6–4, 6–2           |

### Finali perse (2)
| Anno | Torneo             | Avversario in finale | Punteggio          |
| 1900 | U.S. Championships | Malcolm Whitman      | 6–4, 1–6, 6–2, 6–2 |
| 1903 | U.S. Championships | Laurence Doherty     | 6–0, 6–3, 10–8     |